# Nurteria bicolor
Nurteria bicolor är en tvåvingeart som först beskrevs av Octave Parent 1934.  Nurteria bicolor ingår i släktet Nurteria och familjen styltflugor. Inga underarter finns listade i Catalogue of Life.